# Cristo crocifisso (Murillo Prado 1677)
Cristo crocifisso è un dipinto del pittore spagnolo Bartolomé Esteban Murillo realizzato circa nel 1677 e conservato nel Museo del Prado a Madrid in Spagna.

## Storia
Il dipinto faceva parte della collezione di Elisabetta Farnese moglie di Filippo V. Nella biografia che Antonio Palomino gli ha dedicato, pubblicata nel 1724, dava conto del prezzo elevato delle opere di Murillo raggiunsero all'estero, che avrebbe potuto influenzare l'acquisizione per le collezioni reali di diciassette opere del pittore durante il soggiorno della corte di Siviglia tra il 1729 e il 1733. A quel tempo, nessuno dei suoi dipinti di genere fu lasciato a Siviglia e il Palomino lasciò scritto:
(Palomino, Antonio, 1988. El museo pictórico y escala óptica)
L'opera del Cristo crocifisso è stata trovata nell'anno 1746, è stata esposta nel Palazzo Reale della Granja de San Ildefonso di Segovia, più tardi nell'anno 1794, è stata nell'oratorio del Palazzo Reale di Aranjuez, infine come pezzo collocato sul "vicolo delle tribune" del Palazzo reale di Madrid tra il 1814 e il 1818, quando fu trasferita alle collezioni del Museo del Prado. Durante tutti questi anni il dipinto fu catalogato con il numero 1176, un fatto che può essere visto nella parte in basso a sinistra

## Descrizione
Nel barocco, la rappresentazione della Crocifissione di Cristo era molto comune nella pittura religiosa , così come molti pittori spagnoli come Velázquez, Zurbarán o Francisco Pacheco del Río.
Il dipinto presenta Gesù in croce, la testa è leggermente inclinata verso il basso, sotto il torace la ferita col sangue che sgorga, è ricoperto da un panno. Ai piedi della croce si trova un teschio. La luce è presente in gran parte del corpo, in alto a sinistra e meno intensa verso la zona del teschio mentre lo sfondo è piuttosto scuro. La sua pittura è stata fortemente influenzata dal pittore Van Dyck.